# Scottish Open 1922
Die Scottish Open 1922 waren die zehnte Austragung dieser internationalen Meisterschaften von Schottland im Badminton. Sie fanden Anfang des Jahres in Glasgow statt. Gemeinsam mit den offenen Titelkämpfen fanden auch die geschlossenen nationalen Titelkämpfe von Schottland statt.

## Finalresultate
| Disziplin    | Sieger                                    | Finalist                       | Ergebnis           |
| ------------ | ----------------------------------------- | ------------------------------ | ------------------ |
| Herreneinzel | George Alan Thomas                        | Guy Sautter                    | 15–10, 6–15, 15–11 |
| Herrendoppel | R. A. J. Goff Frank Devlin                | George Alan Thomas Guy Sautter | 12–15, 15–12, 15–6 |
| Damendoppel  | Eveline Peterson D. M. Aitken             | Margaret Tragett A. F. Lamb    | 17–14, 15–18, 15–9 |
| Mixed        | George Alan Thomas Lavinia Clara Radeglia | Guy Sautter Eveline Peterson   | 15–7, 15–10        |

## Sieger der Closed Scottish Championships
| Disziplin    | Sieger                            |
| ------------ | --------------------------------- |
| Herrendoppel | W. K. Tillie J. W. Henderson      |
| Damendoppel  | O’Connor MacLehose                |
| Mixed        | E. R. Butcher M. C. F. Macfarlane |